# Williamsminne

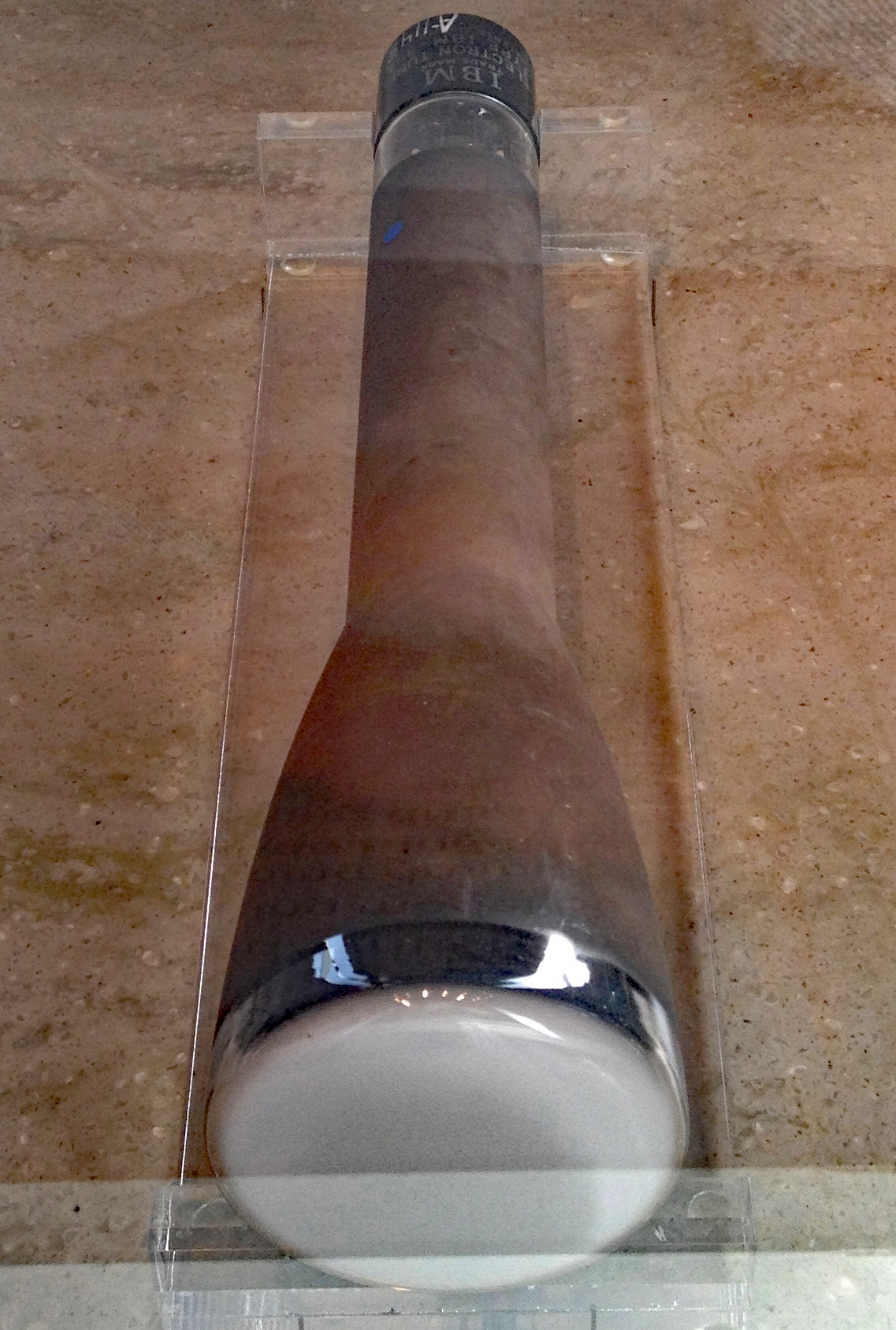
Williamsminne från en IBM 701 på Computer History Museum, i Mountain View, Kalifornien

Williamsminne, Williamsrör eller Williams-Kilburn-rör var en tidig typ av datorminne som användes på 1950-talet. Williamsminnet uppfanns av Frederic Williams och Tom Kilburn år 1946. Detta kallas även för ett katodstråleminne eller elektrostatiskt minne.
Williamsminnets funktionsprincip är att projicera ett mönster av punkter på fosforytan i ett cirkulärt katodstrålerör. Detta skapar en liten laddning av statisk elektricitet ovanför varje punkt i fosforet. Laddningen i varje punkt kan läsas av genom ett tunt metallager precis framför röret. Eftersom punktmönstret tonade ut efter en stund måste mönstret periodiskt uppdateras, i likhet med ett modernt dynamiskt RAM-minne. Systemet var känsligt för elektriska fält och i behov av konstant kalibrering för att vara stabilt.
Williamsminnen användes i höghastighetsdatorer med elektronrör så som IAS-maskinen och den andra svenska datorn BESK.